# Cucurbita ficifolia
Cucurbita ficifolia är en gurkväxtart som beskrevs av Bouché. Cucurbita ficifolia ingår i släktet pumpor, och familjen gurkväxter. Inga underarter finns listade i Catalogue of Life.

## Bildgalleri

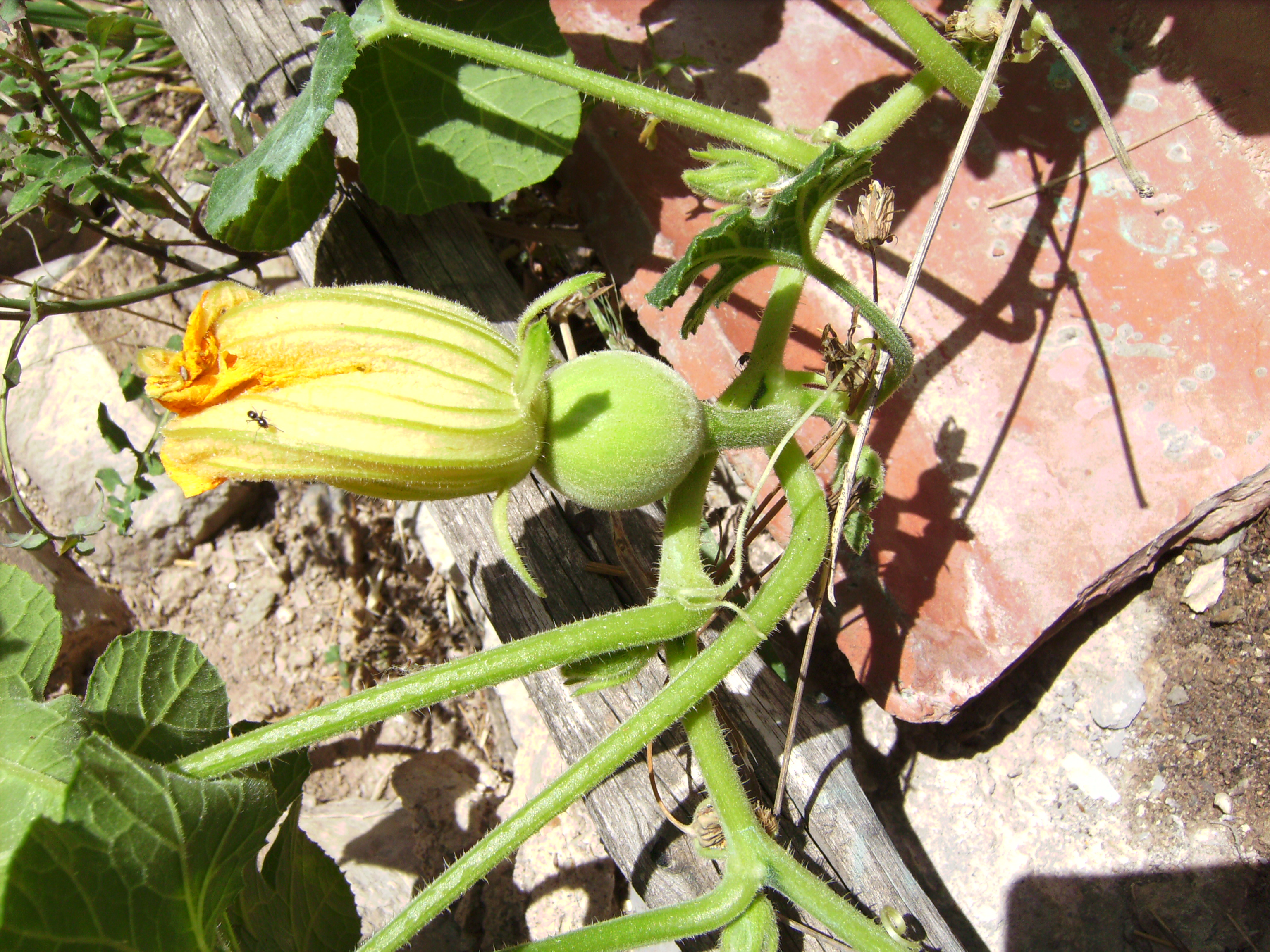
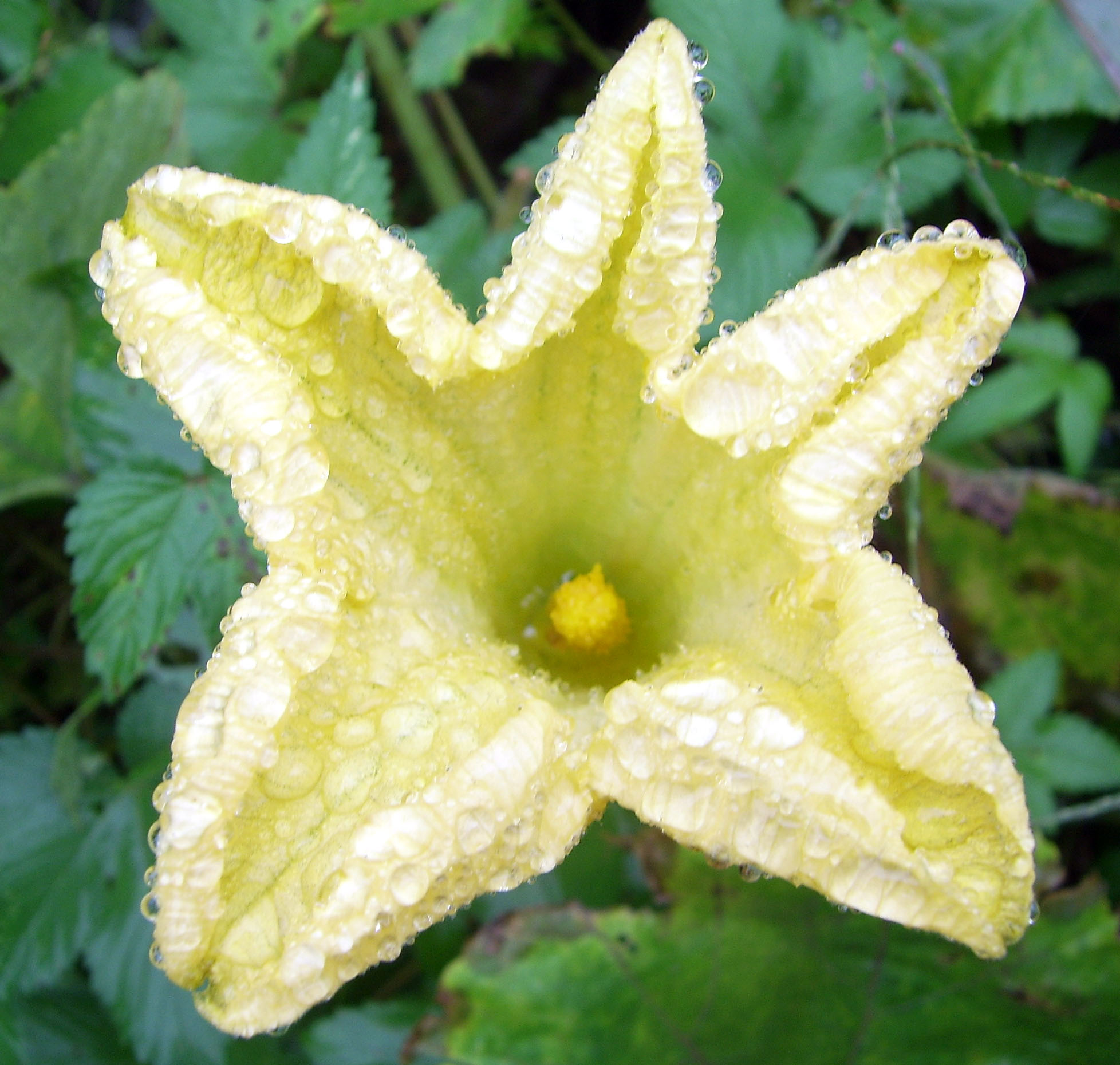
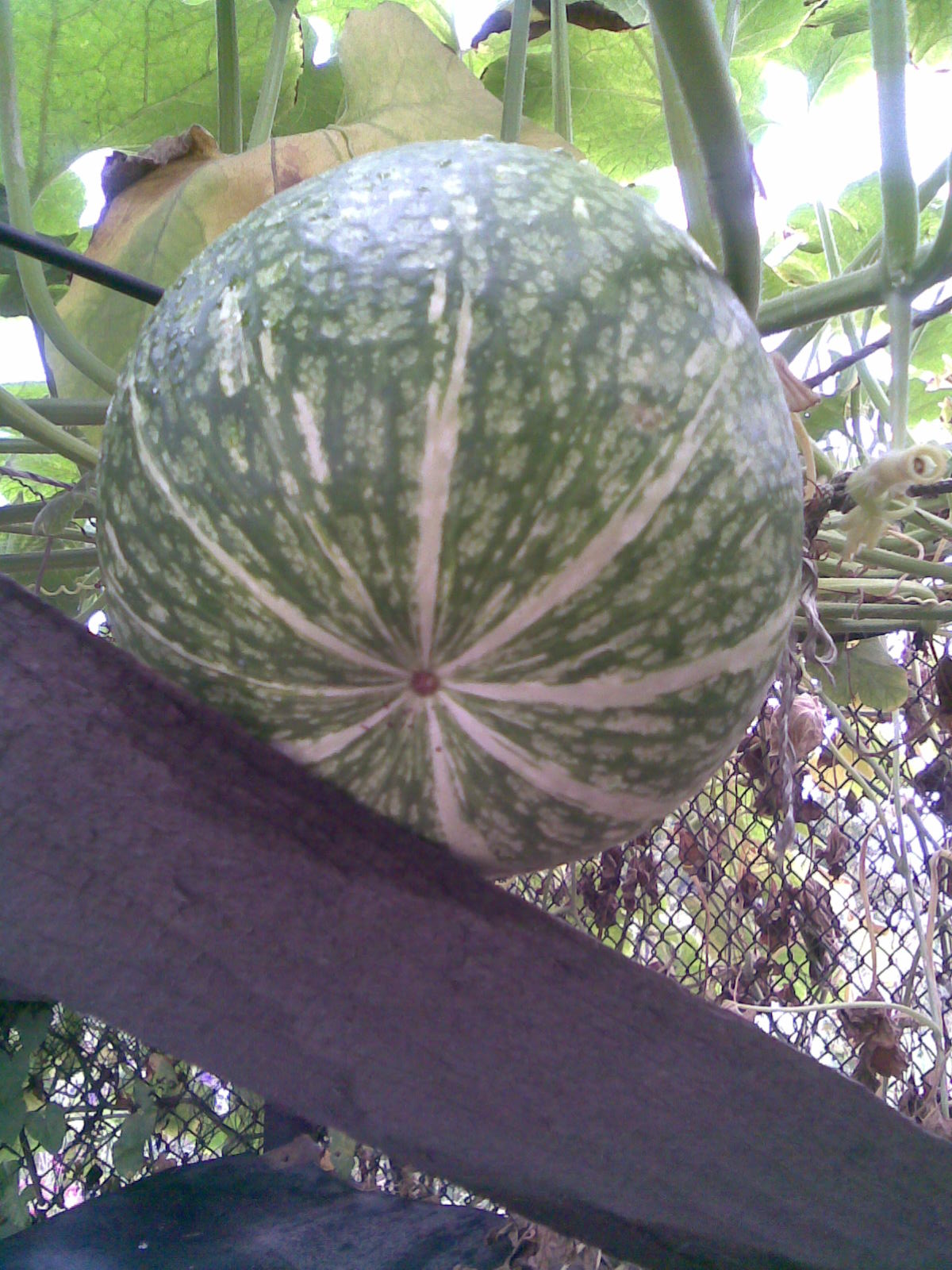
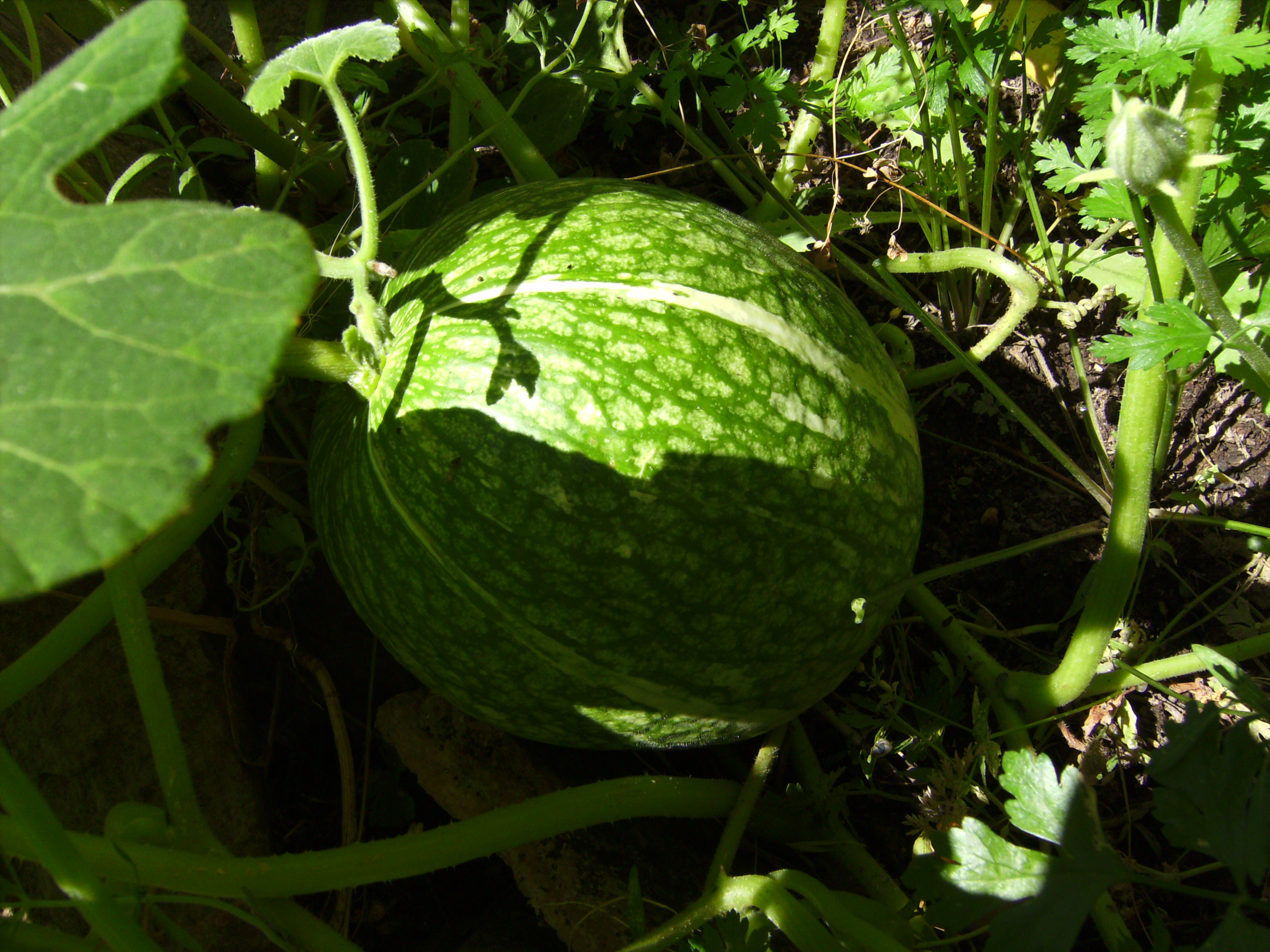
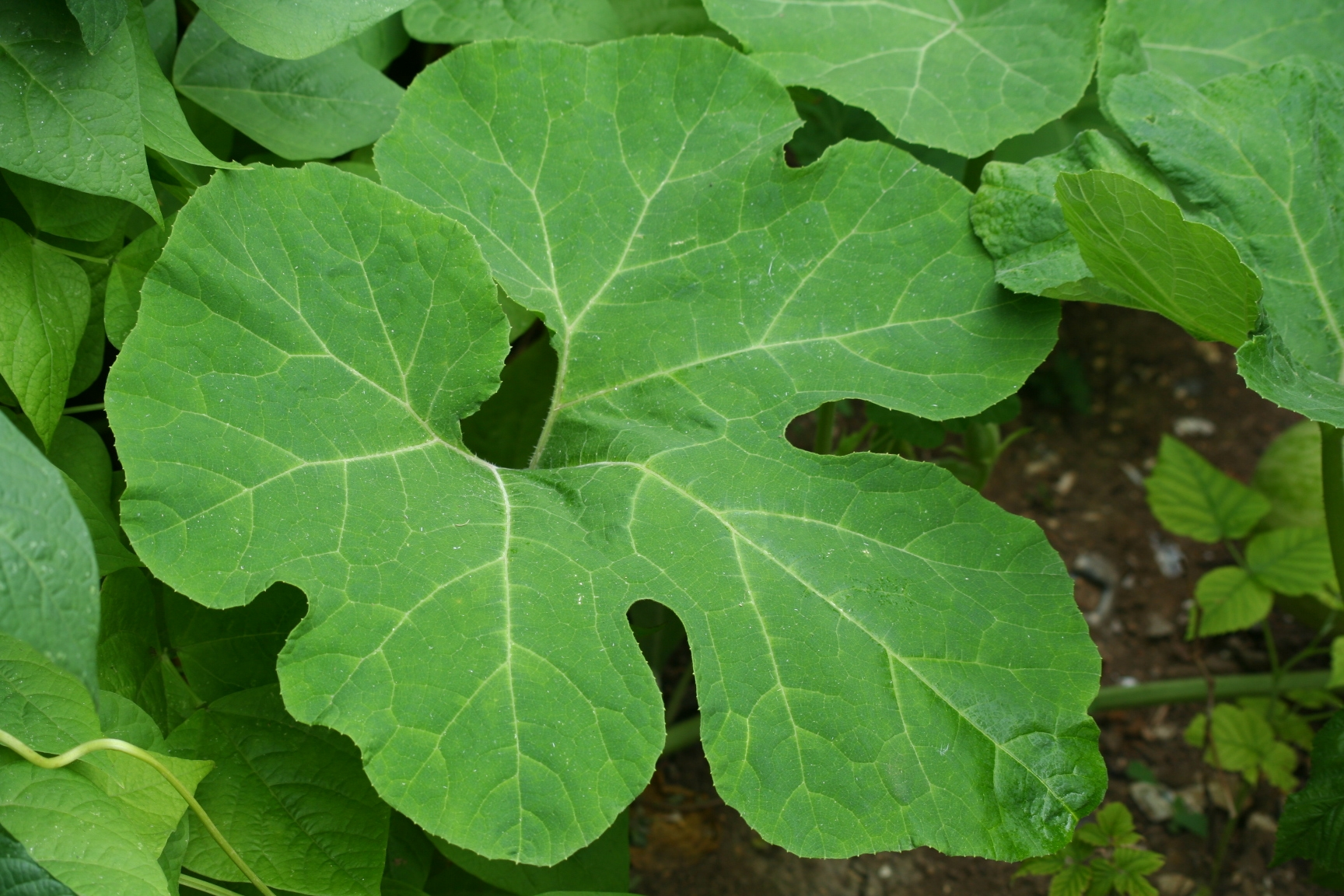